# Boophone haemanthoides
Boophone haemanthoides là một loài thực vật có hoa trong họ Amaryllidaceae. Loài này được F.M.Leight. mô tả khoa học đầu tiên năm 1947.

## Hình ảnh

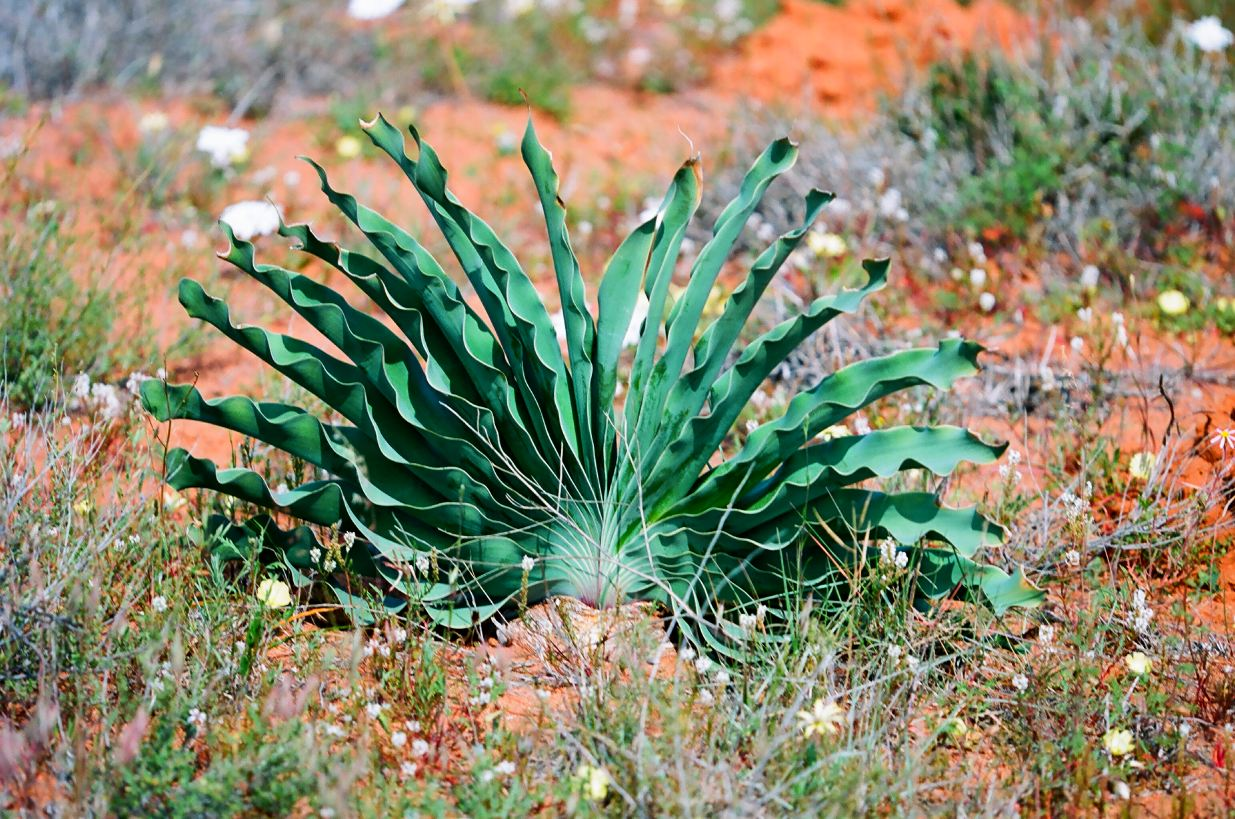